# Генрих VII Бжегский
Генрих VII со Шрамом (Бжегский) (пол. Henryk VII z Blizną (brzeski), нем. Heinrich VIII von Brieg und Liegnitz; 1343/1345 — 11 июля 1399) — соправитель отца с 1360/1361 года, самостоятельный князь на Немче (1395—1399) и в Бжеге (1398—1399).

## Биография
Представитель легницкий линии Силезских Пястов. Старший сын князя бжегского Людвига I Справедливого (1313/1321 — 1398) и Агнессы Жаганьской (1313/1321 — 1362).
В «Легницкой хронике» Генрих упоминается с термином «со Шрамом», который в поздней историографии упоминается как прозвище. Это прозвище происходит от ран на лице, которые князь получил при неизвестных обстоятельствах (около 1373 года), в связи с чем даже существовал большой страх за его жизнь.
Генрих впервые упоминается в хрониках только в 1358 году, и несмотря на то, что он в совершеннолетнем возрасте стал заниматься управлением, он до 1395 года не имел собственного удельного княжества. В 1395 году (когда ему было более пятидесяти лет), Генрих со Шрамом получил от своего отца во владение город Немчу. Генрих VII фактически еще в 1382 году получил право от чешского короля Вацлава IV Люксембургского купить этот город, но формальная покупка была сделана только спустя десять лет, в 1392 году). Причиной такого решения была политика его отца Людвика Бжегского, который не хотел дальнейшего раздробления небольшого Бжегского княжества. Вместо этого, в 1360 или 1361 году Генрих VII был объявлен отцом своим соправителем, но без какой-либо официальной власти. Генрих не делал никаких попыток получить от своего отца отдельного княжества.
В 1365 году Генрих VII вместе со своим двоюродным братом Рупертом I, князем Легницким принимал участие в экспедиции императора Священной Римской империи Карла IV Люксембургского в Прованс, во время которого он посетил, в частности, Авиньон, где он пытался получить церковные пребенды для своей семьи.
В 1382 году Генрих VII получил от своего сюзерена, чешского короля Вацлава IV Люксембурга, право на выкуп Немчи, заложенной когда-то его дедом Болеславом III Расточителем. Через десять лет город Немча был приобретен (на средства, полученные от бережливого отца) и, вероятно, в 1395 году, этот город получил Генрих VII в качестве собственного удела.
В 1396 году Генрих IX, старший сын Генриха VII, получил во владение от своего деда Людвика Бжегского, города Ключборк, Волчин и Бычину.
В декабре 1398 года после смерти своего отца Людвика Бжегского Генрих VII получил во владение Бжегское княжество. Но через всего восемь месяцев, 11 июля 1399 года, он неожиданно скончался.

## Семья
Генрих VII был дважды женат. В 1369 году он женился первым браком на Елене (ум. 19 июня 1369), дочери графа Отто VIII Орламюнде (ум. 1334). От первого брака у них родился единственный сын:
- Генрих ІХ (1369 — 9 января 1419/10 июля 1420), князь Бжегский (1399—1400), Любинский, Хойнувский и Олавский (1400—1419/1420)

16/30 июля 1379 года Генрих VII вторично женился на Маргарите (ок. 1358 — 14 мая 1388), дочери князя Земовита III Мазовецкого и вдове князя Казимира IV Померанского. У них было двое детей:
- Маргарита (1380/1384 — после 2 октября 1408). Она была обручена с Сигизмундом Люксембургским, императором Священной Римской империи, королем Чехии и Венгрии, но свадьба так и не состоялась.
- Людвик II (1380/1385 — 30 мая 1436), князь Бжегский (1399—1436) и Легницкий (1413—1436).